# Древнеримское искусство

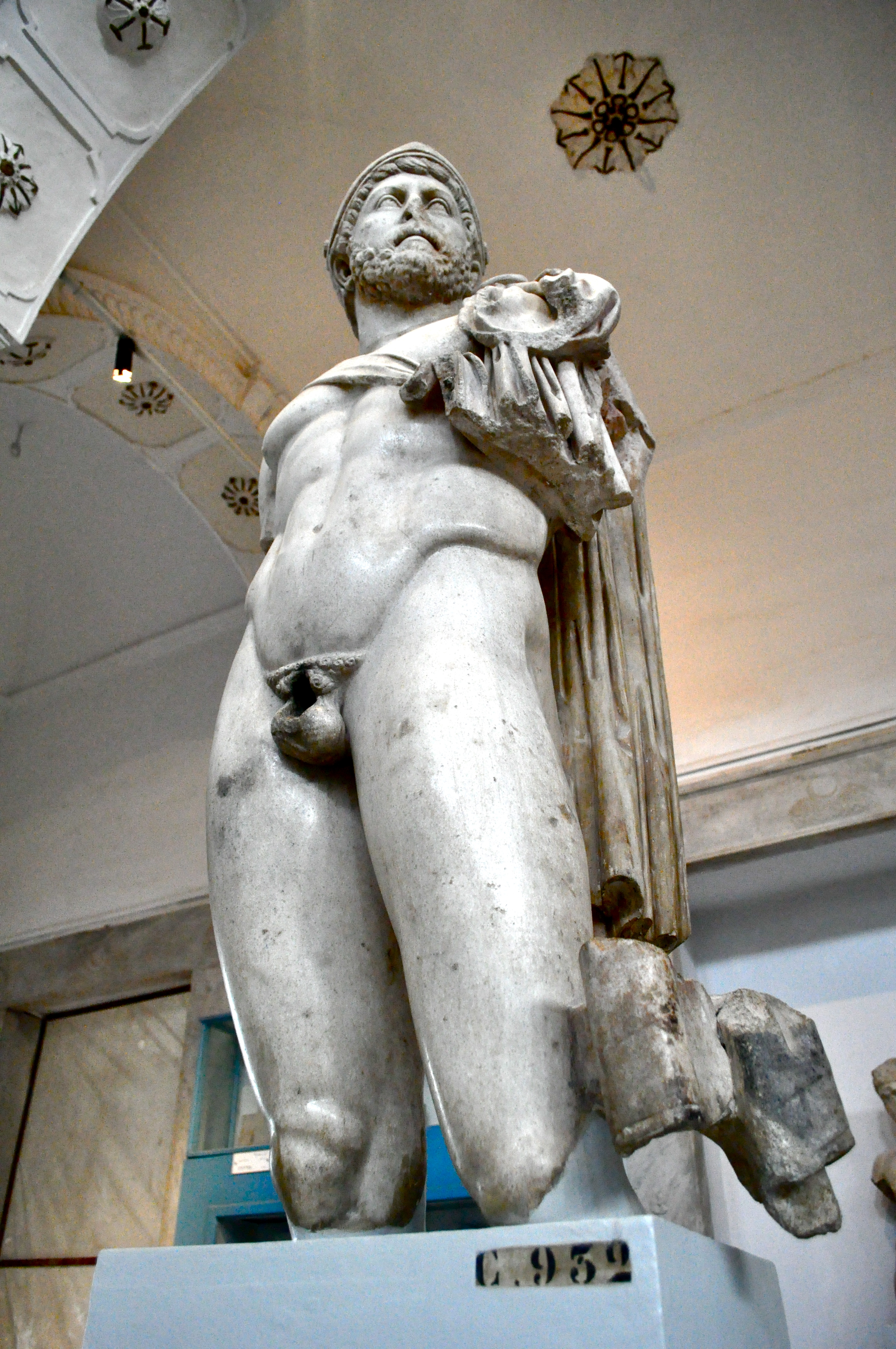
Император Адриан.

Древнеримское искусство фактически ведёт отчёт со II в. до н. э., так как республиканский Рим стремился не к созерцательному познанию мира, а к практическому им обладанию.

## Краткая характеристика
Первые непосредственные контакты Рима с изобразительной культурой эллинизма восходят к III веку до н. э. — через Великую Грецию. Во II в. до н. э., после покорения Греции, контакты стали интенсивными. В следующем столетии, при императоре Августе, классическое искусство получило статус государственного (августовский классицизм). Параллельно с ним в Италии существовали разнообразные эллинистические течения, которые в период упадка Римской империи смешались с провинциальными направлениями. Так в Риме установился художественный плюрализм.

## Архитектура Древнего Рима
Римское строительство было новаторским. Хотя оно пользовалось достижениями эллинистического зодчества (с его разработанной пространственностью), все равно оно проводит в жизнь свою концепцию, с новым подходом к пространству и архитектурной форме. Архитектуру питали практические и идеологические интересы республики, поэтому прогресс строительной техники шёл так быстро, в особенности касательно конкретных задач (водопровод, очистные сооружения, опорные стены, военные машины, лагеря). В позднюю республику уже ощущается потребность украшать город. При Сулле возникают крупные общественные постройки (например, табуларий), город благоустраивают. Цезарь разрабатывает генплан, узаконивая его постановлением de urbe augenda («О процветании города»), который решает проблему роста населения и ухудшения санитарных условий. Проект этот осуществляется полностью уже Агриппой и Августом. Запечатлевать в облике города след своего правления для императоров стало традицией. Они улучшали бедняцкие кварталы, строили монументальные здания, разбивали сады и площади. Рим был торжественным символом государственной власти, как и позже, при папах.

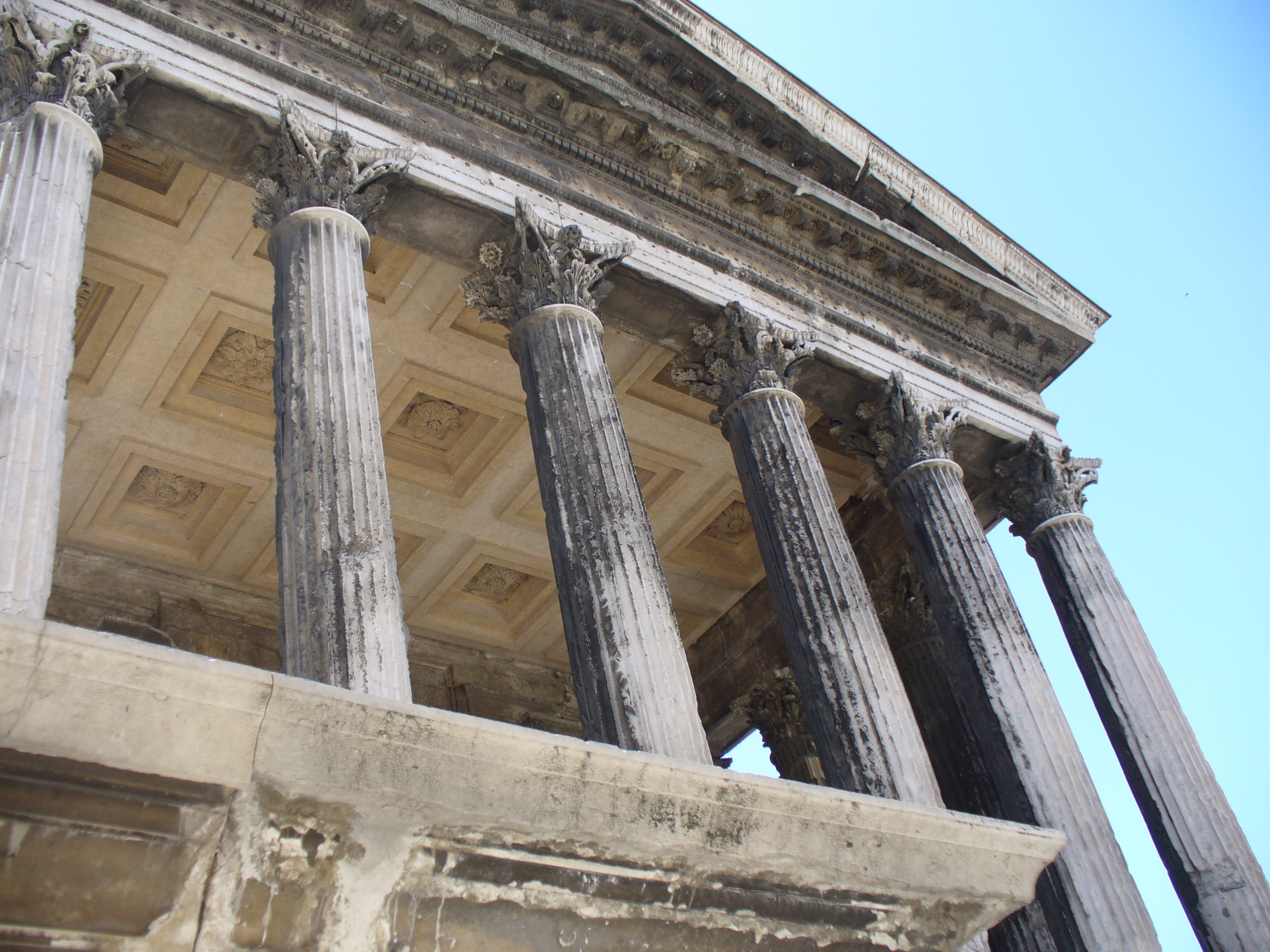

Римляне не имели представлений о пространственности, которые заранее бы диктовали облик планируемого здания. Главной заботой были техника и внешняя красота. Основу инженерно-технической системы римлян составлял не мраморный блок (как в Греции), а туф со строительным раствором и отделка кирпичом. Каменная кладка легка, гибка и дает большое число форм, достигает большой высоты, выдерживает большую нагрузку, удобна для кривых поверхностей. Основой архитектуры Рима была арка, которая дает цилиндрический свод и крестовый свод. Эта устойчивая система взаимопогашающих сил позволяет перекрывать большое пространство и разграничивать их. Арка приводит к изобретению купола.
При Августе Витрувий написал трактат «Десять книг об архитектуре», тщательный свод правил римской архитектуры, где обрабатывается и пришлый опыт, ставя греческие находки на службу римскому мировоззрению. Контроль властями за строительной деятельностью и необходимость удовлетворения самых различных потребностей привел к возникновению сложной строительной типологии. Если древнегреческий канон был основан на системе идеальных пропорций, то римский — на распределении пространства и его частей в зависимости от назначения здания.
Архитектор имел привилегированное положение в римском обществе, намного выше места скульпторов и художников. До нас дошли имена 60 римских архитекторов (25 — граждане, 23 — вольноотпущенники и только 10 — рабы).
Тип римского храма происходит от этрусского, позднее от греческого, однако его форма соответствует иному ритуалу. Он имел характер общественной церемонии, где принимают участие государственные власти и население, происходит под открытым небом — поэтому перед храмом делалось большое свободное пространство. Сооружение ставится на высокий подиум, что подчеркивает фасад, на фоне неба становящийся грандиозной декорацией.

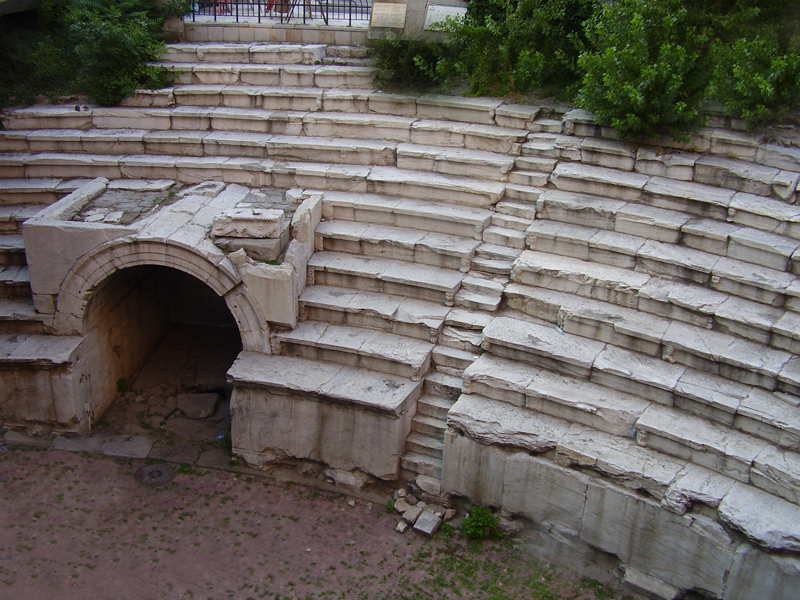

Римский театр также зависит от древнегреческого, но римляне не использовали естественные склоны холма, а строили на ровном месте в форме большого каменного кольца. Орхестра постепенно утрачивает своё значение, превращаясь в vip-места. Задняя стена (скена) становится архитектурным строением. Любовь к гладиаторским боям привело к возникновению амфитеатров круглой и овальной формы путём сочетания двух зеркальных полусфер. Базилика имела фундаментальное значение для общественной жизни, служа деловым центром. В римском обществе более важным становится и частное жилище, типология которого зависит от материальных возможностей и общественного положения заказчика («Золотой дом» Нерона — императорский дворец; городской дом патрициев — домус; многоквартирные дома-инсулы в Остии). Сельское происхождение римской цивилизации повлияло на развитие типа вилл.
Интенсивное градостроительство римлян влияло на городскую застройку. Форумы — особый тип постройки. Специфический архитектурный облик приобрели и крупные городские артерии. Отдельно стоящие арки стали типичным элементом городского убранства — древняя функция ворот переводится тут на язык чистой декоративности.

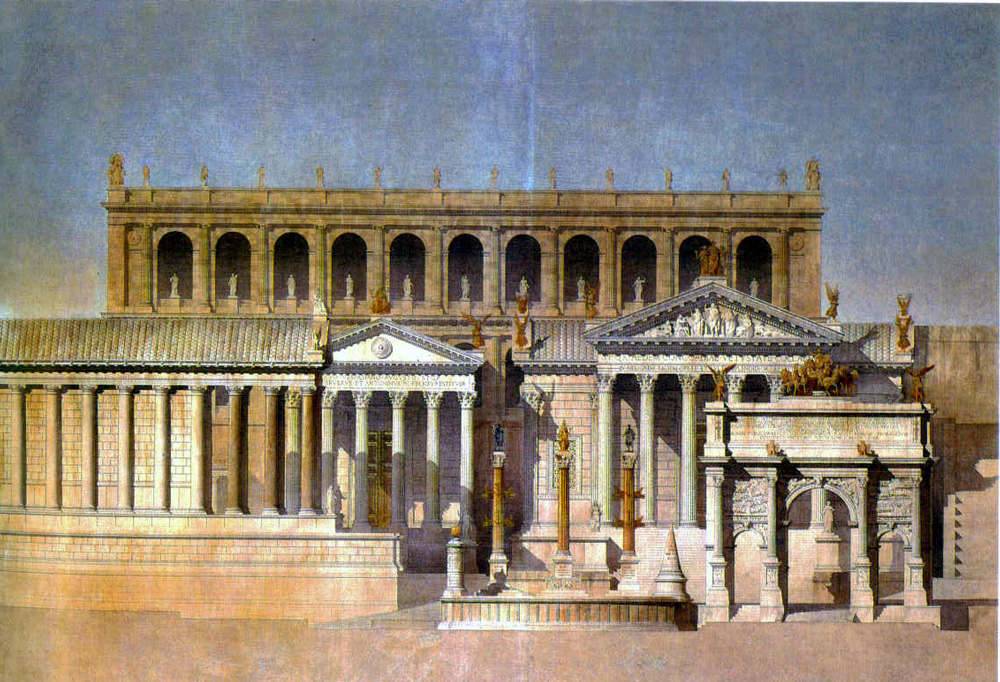
Реконструкция Римского форума

История монументального развития Рима восходит к крупным строительным начинаниям Суллы и Цезаря. Табуларий Суллы с двухъярусными галереями со стороны Капитолийского холма служил для форума театральной декорацией. От Цезаря сохранился храм Весты и так называемый храм Фортуны Виллис, остатки форума Юлия и базилики Юлия (на форуме времен республики). Базилика Юлия, репрезентативное и функциональное святилище римского закона было большим и имело 3-рядную колоннаду, образовывавшую две аркады. Пространство нижнего этажа свободно открывалось в сторону форума.
Император Август, по Светонию, принял Рим кирпичным, а оставил мраморным. Речь идет о переходе от республиканской сдержанности к официальному «декоруму» империи. Августовский классицизм впитывал эллинистические влияния и этрусское наследство. Мавзолей Августа включает восточную роскошь и этрусскую основательность, мавзолей Цецилии Метеллы на Аппиевой дороге — цилиндрический в основании, мавзолей Кая Цестия — копия пирамиды. Другая разновидность августовской архитектуры — триумфальная арка (например, в Римини, Аосте, Сузе), ведущая историю от этрусской арки, дополненной классическими элементами. Выделение арки в самостоятельный тип памятника — признак желания римлян воплощать идеологические ценности основы государства. Вообще, само понятие монумента, такое важное для всей римской архитектуры, «связано с желанием установить конкретную связь между историческим прошлым, настоящим и будущим, выразив, в осязаемых и непреходящих формах незыблемость идеологических устоев».

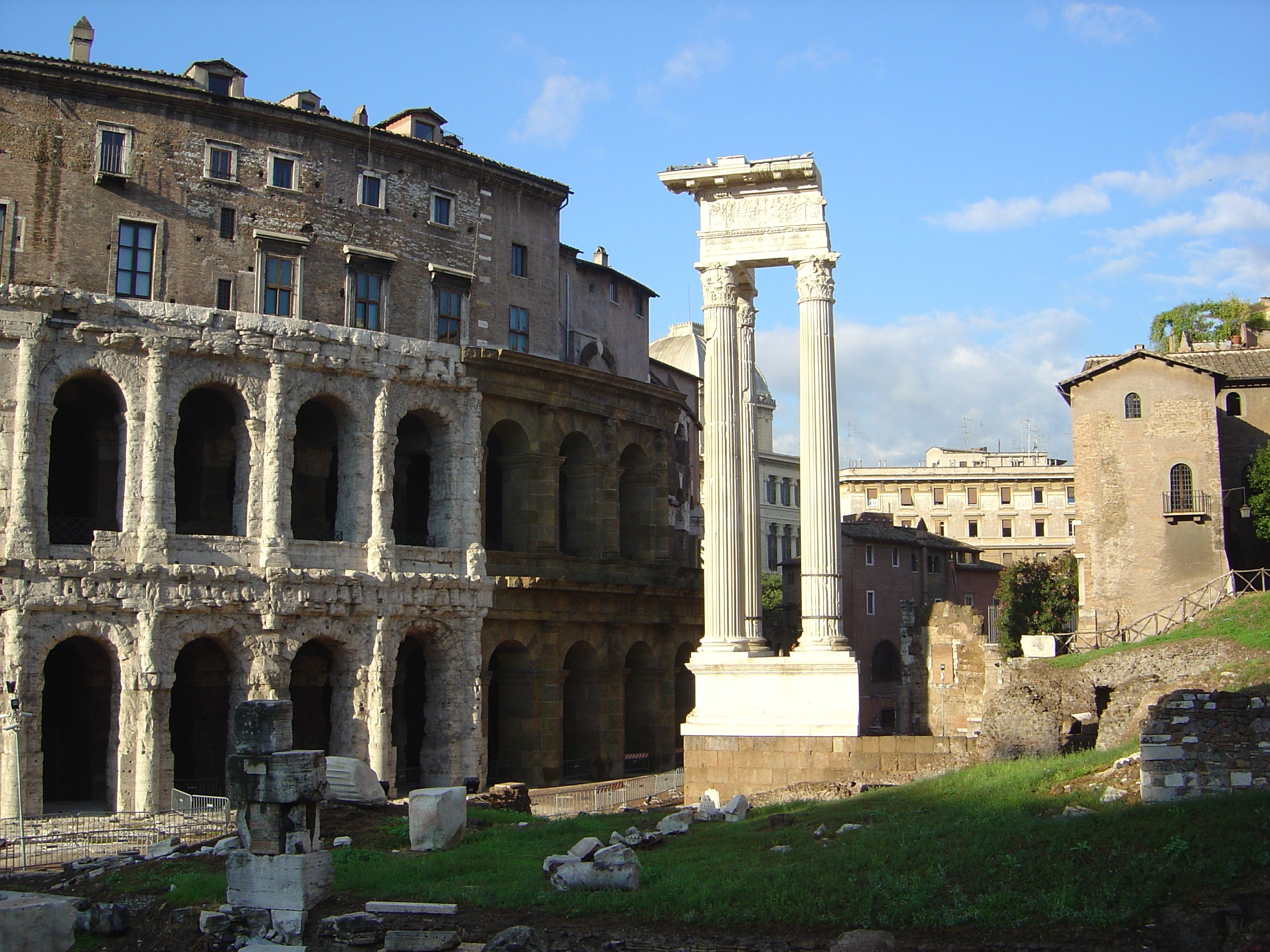
Театр Марцелла

Форум Августа становится примером для других императорских форумов. Это обширная прямоугольная площадь, обрамленная портиками, включала храм Марса Ультора . Ограда образовывала площадки — экседры, широкие дуги. В театре Марцелла (II в. до н. э.) три ордера сменят друг друга — от массивного тосканского, через ионический к изящному коринфскому — ордерная суперпозиция. Использован метод выразительных свойств архитектуры. В этом памятнике повторен основной элемент базилики Юлия — арка, поддерживаемая пилястрами, с полуколоннами. Этот пластический элемент гасит распор и вес, создавая равновесие сил, и визуально становится структурно определяющим компонентом.
Огромный дворец Нерона — Золотой дом, представлял собой огромный комплекс построек с садами, сгруппированный вокруг крупного восьмиугольного здания в центре, увенчанного куполом. Купол был подобен небосводу. Дворец был разрушен Веспасианом, однако роль в развитии римской архитектуры сыграл. Нерон, видимо, ориентировался на восточную теократическую традицию, хотел создать «дворец солнца». Влияние востока чувствуется в роскоши отделки, декора, садов, избыточности планировки. Дворец должен был бы стать монументом, увековечивающим божественность императора. Такой подход станет характерным для всей имперской архитектуры Рима — с её стремлением к возведению массивных, пластически подвижных структур, ограничивающих большие открытые пространства.

Колизей

Амфитеатр Флавиев — Колизей, стал символом города. Особое идеологическое значение он приобрел на тысячелетия. Цирковые состязания, которые там происходили, одновременно были и «триумфальным шествием», постоянно разворачивавшимся на глазах у публики. Амфитеатр на 45 тыс. зрителей был тщательно продуман, транспортные и пешеходные потоки разделены. Колизей доминировал над пейзажем, завершал монументальную перспективу города. Впервые здание было задумано с учётом его роли в планировке города, в соотношении к окружающей городской среде.
Римская архитектура, имея в своей основе криволинейные формы — в плане экседры, апсиды, ротонды; в разрезе арки, своды, купола — стремится к свободному развитию в пространстве путём чередованию масс с незаполненными, но соподчиненными пространствами. Каждое здание находит своё продолжение в следующем, образуя единое целое. Так работает, например, форум, который определяется и планом, и конфигурацией ограничивающих его стен. Аполлодор из Дамаска, вероятно, планировал форум Траяна. Он имел двухъярусную колоннаду, ограничивался форумом Августа и базиликой Ульпия, двумя большими дугообразными кирпичными оградами, и рядом «таберн» с нишами и окнами. Базилика Ульпия повторяла в плане форум. Здесь же было два библиотечных здания, храм Траяна и колонна Траяна. Центр деловой жизни Древнего Рима одновременно выступал монументом, увековечивающим победу над варварами.
Термы были ещё одним крупным общественным зданием. Термы Траяна (начатые Домицианом) были построены на остатках Золотого дома, представляли собой сложную структуру, в центре — группа помещений для купания, а вокруг — многочисленные палестры, площадки для гимнастических игры, библиотеки, портики, сады и улицы.
Адриан, взойдя на престол, произвел перелом в развитии римской архитектуре. Любитель Греции придал культуре своего времени ярко выраженный классический характер. Вилла Адриана отражает его впечатления о поездке по Греции и Египту. Однако новой была идея о вилле как о совокупности различных сооружений, гармонически вписанных в пейзаж, создавая с ним идеальный образ. Основные схемы римской архитектуры перерабатываются, но со строгим соблюдением устоявшей формы.

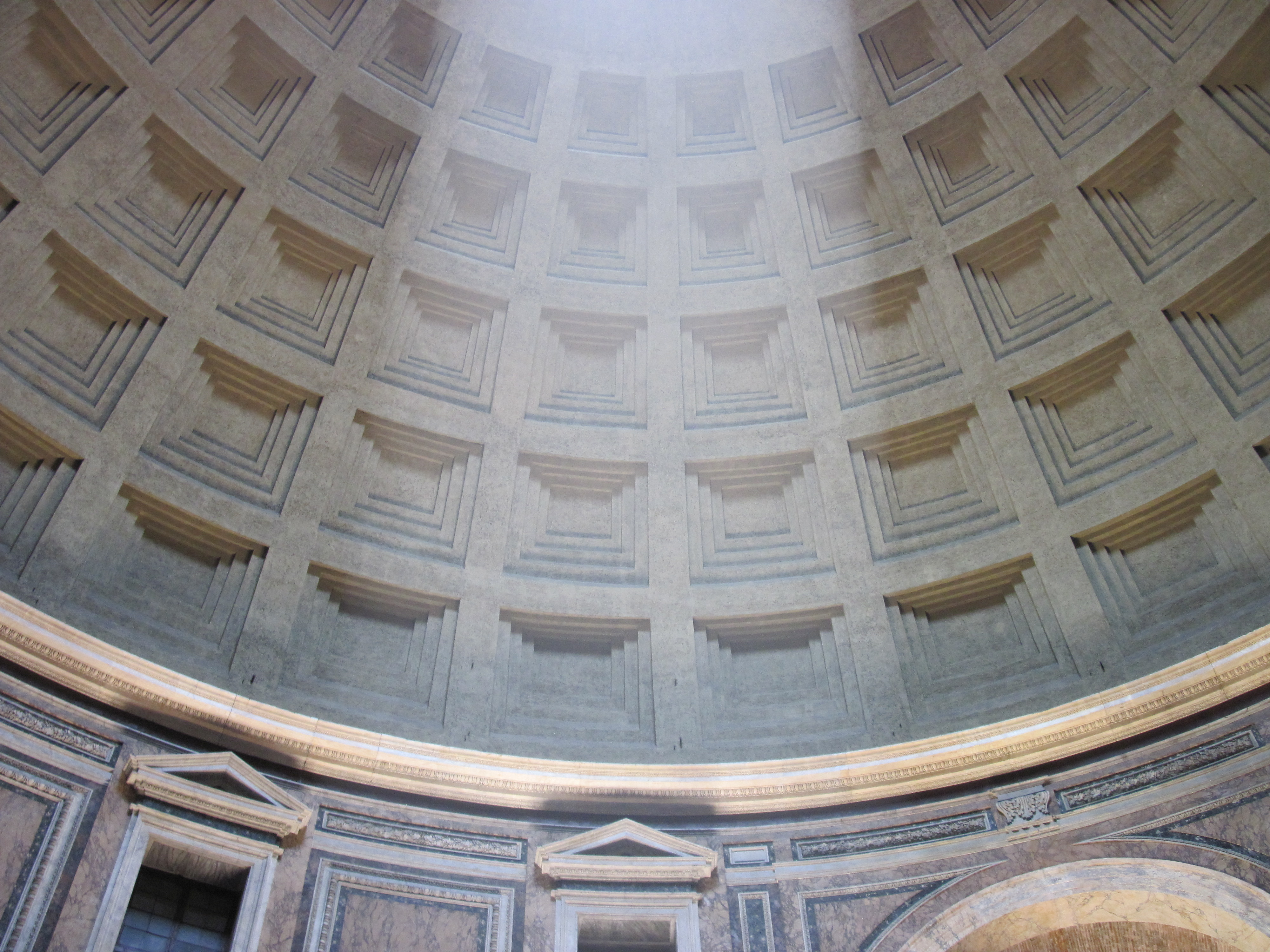

Восстанавливая Пантеон, начатый Агриппой и сгоревший, Адриан явно планировал идеальный круглый храм. Высота чашеобразного купола зрительно увеличена благодаря кессонам и комплювию, через который равномерно растекается свет. Снаружи прямоугольный пронаос перспективно организует цилиндрический объём. Мавзолей Адриана в плане продолжает схему Мавзолея Августа, но в более внушительных размерах, с учётом местоположения на берегу реки.
Адриановский классицизм однако — временное явление в развитии римской архитектуры. Распространившись в провинциях, римская архитектура переплетается с эллинистическими течениями и приводит к самым разным решениям и неожиданным построениям. Провинциальные явления, в свою очередь, отраженно воздействуют на столицу, и в III в. возникает архитектура, которая все чаще стремится к достижению значительных пространственных эффектов, и где яркие росписи приобретают структурное значение. Сеттиционий Септимия Севера отличался чередованиями ярусов и имел возможно 7 аркад. Он был построен на южных склонах Палатина и служил театральным фоном для Аппиевой дороги.
Термы Каракаллы (Антониновы термы) — типичный пример стремления к стилю гигантскому, а уже не монументальному, что характерно для периода упадка империи. Внутри огромного периметра стен находились палестры, перистильные дворы, сады, лавки и административные помещения. Бани были снабжены сложным техническим оборудованием, огромные купальни, сводчатые или купольные перекрытия. Храм Митры (митрейон) внутри терм — признак интереса римлян этой эпохи к восточным культам.
Нимфей Лициния (храм Минервы Медики) — типичный экземпляр структурной сложности архитектуры этого периода. Эта сложность служит живописному раскрытию динамизма архитектурных масс. В центре нимфея — десятиугольник с полукруглыми нишами, поэтому в плане выходит «ромашка». Объём накрыт куполом, который подпирается контрфорсами, гасящими распор. Максенций возводит базилику Константина, с бескрайним пространством.
Дворец Диоклетиана возведен уже не в Риме, а в Сплите: это симптом шатания империи. Этот дворец — уже и город, плюс дворец, плюс вилла, военный лагерь и казарма. В Риме он возвел термы Диоклетиана, огромный по размеру, однако провинция в области архитектуры уже затмевает столицу.
Формализм эллинизма приводит к брожению в римской технике и возникновению новых, смелых решений и вариантов. Таковы храмы в Баальбеке в Сирии, в особенности так называемый Храм Венеры; скальные гробницы в Петре с архитектурно оформленными фасадами. Традиционные формы классической архитектуры сочетаются здесь весьма произвольно. В столице последнее крупное начинание произвел император Аврелиан, обнёсший в 272 году город стенами.

## Стенопись

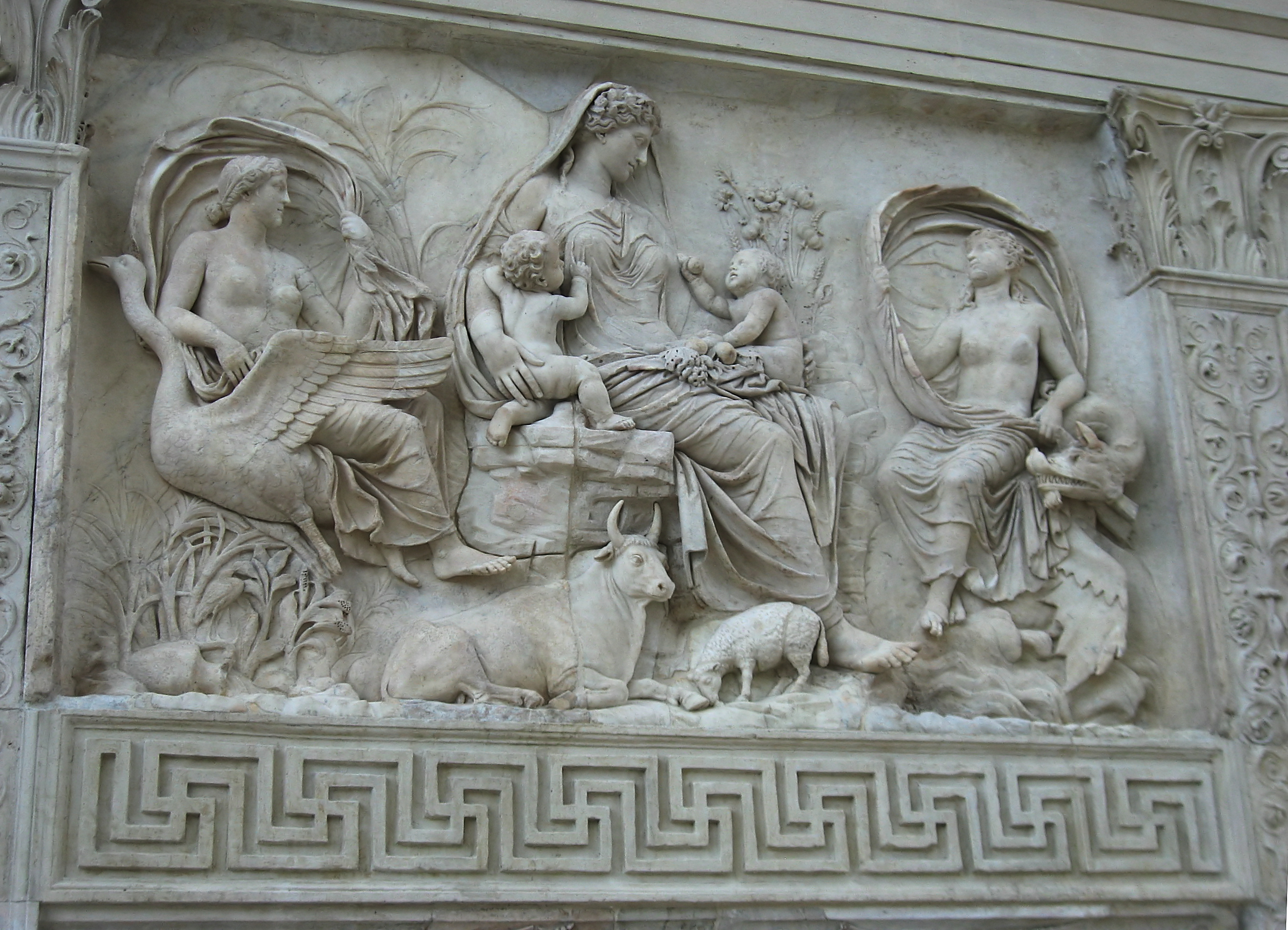
Рельеф Алтаря Мира

В римской архитектуре стена играет роль разграничителя пространства. Стена была не твердью, а пространством с воображаемой глубиной, поэтому служила местом изображения природы, истории, мифов, была будто «экраном для проецирования».
Древнеримская настенная живопись базируется на лучших образцах эллинистического искусства. Лучше всего сохранились росписи в постройках Помпеи и Геркуланума. Существуют 4 стиля настенных росписей. Первый стиль древнеримской живописи имеет восточное происхождение: раскрашенные четырёхугольники, имитирующие мраморные блоки. Второй стиль древнеримской живописи более сложный: над цоколем изображается архитектурная перспектива, в которую вписываются «картины», обычно на мифологические сюжеты, с архитектурными или пейзажными фонами. Третий стиль древнеримской живописи («плоскостный») — также со сложными архитектурными построениями, но здания уже фантастические, отличаются графичностью, нежностью колорита. Здесь встречаются вставки, иногда чёрного цвета, с контурными фигурками. Перспективное обрамление здесь служит для того, чтобы картины с изображением фигурок помещались в определённой глубине и не сливались с плоскостью стен. Четвёртый стиль древнеримской живописи (появляется только в последние годы существования обоих городов) — с архитектурно-перспективным построением второго стиля, но с более интенсивным колоризмом и более сложной конструктивной организацией, подобной декорациям театральной сцены. Археологическую ценность также представляют древнеримские граффити, оставленные на стенах римских городов, которые лучше раскрывают культуру и интересы городских сословий низшего происхождения.

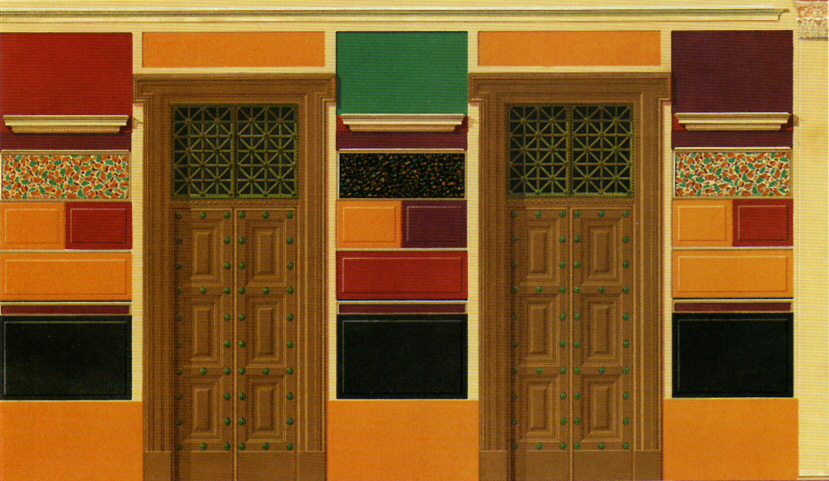
1-й стиль
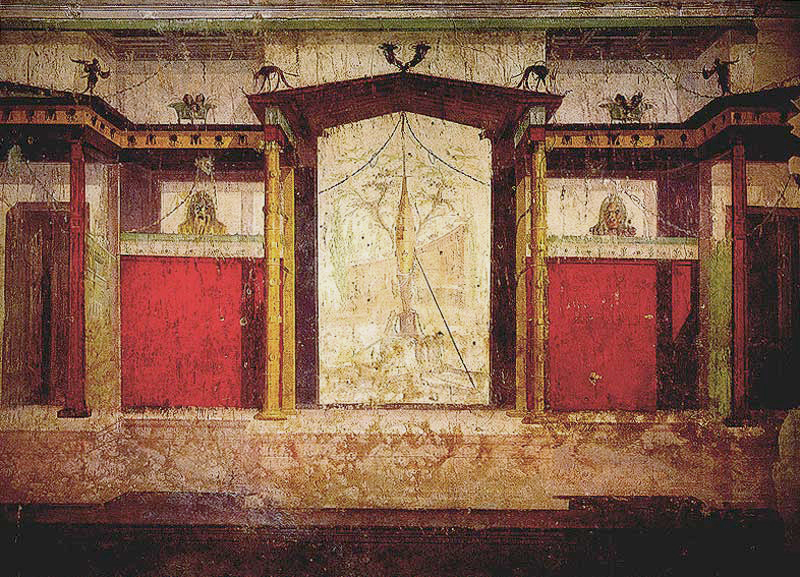
2-й стиль
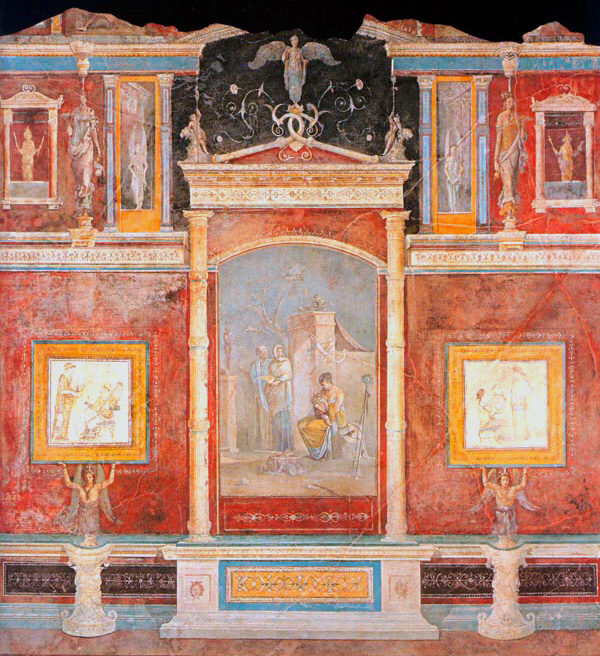
3-й стиль
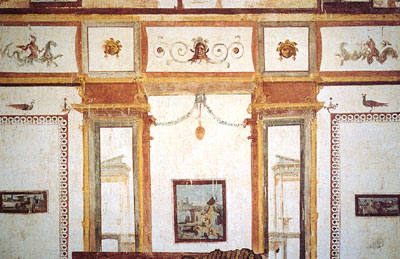
4-й стиль

## Римская живопись

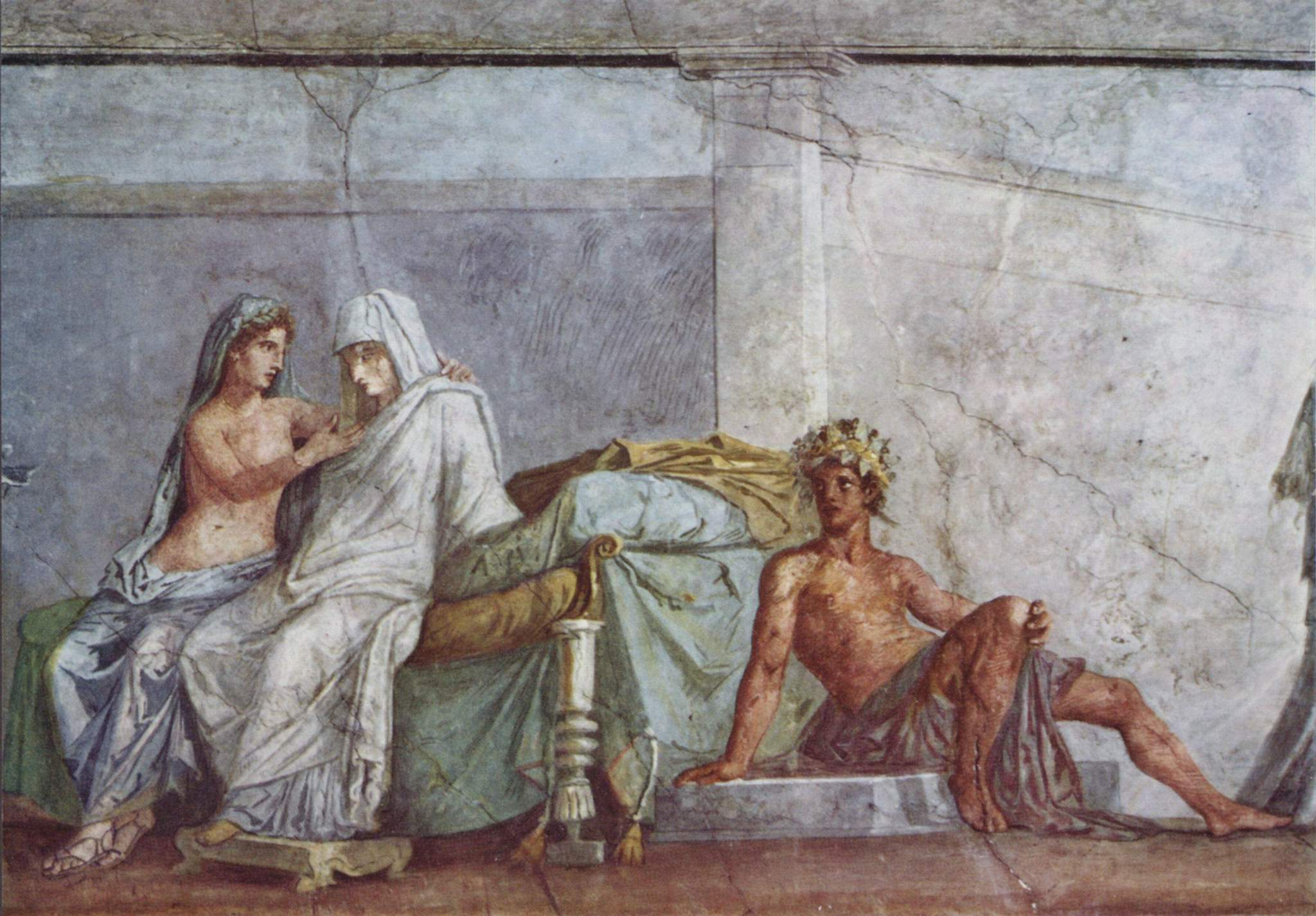
«Свадьба Альдобрандини» (фрагмент)

Станковая живопись Рима не сохранилась, но известна по источникам. Единственные примеры — изображения, включенные в настенные росписи Помпеи и Геркуланума. Живопись для древних являлась средством передачи образов и от неё не требовалось обладать корпусностью и пластической грузностью. Она сводилась к уравновешенности цветовых пятен и света, традиции обращаются к греческим образцам. Так называемый «Афинский художник» оставляет подпись под монохромной картиной на мраморе «Женщины, играющие в кости». Здесь изображены тонко прорисованные женские фигуры, навеянные изображениями с аттических белофонных ваз. Более поздними эллинистическими образцами навеяны эпизоды росписей, например, «Альдобрандинская свадьба». Вероятно, это работа копииста.

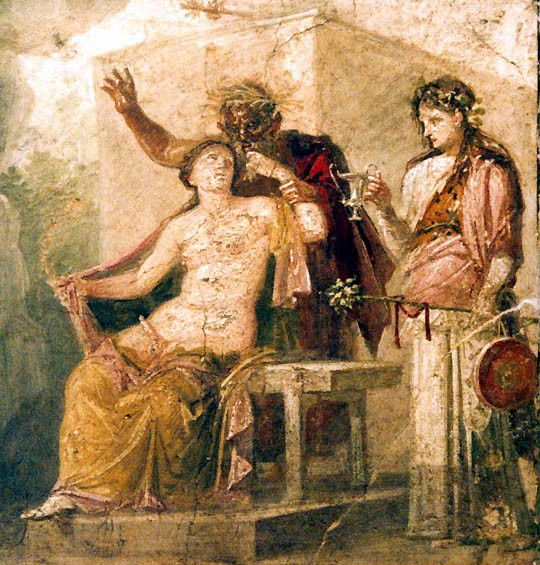
«Гермафродит и Силен»

Копийные работы часто воспроизводились по памяти и с некоторыми отклонениями, что вело к эскизности, беглости в работе и быстроте в исполнении. Однако этот обобщённый стиль работы, основанный на быстроте и работе по образцам — нельзя сравнивать с импрессионизмом Нового Времени, который стремился к непосредственной передаче текущих зрительных впечатлений. Например, «Гермафродит и Силен» из дома Веттиев: живописный язык отличается эскизностью, живостью и подчеркнутостью интонации, но при этом с иллюстрации условной схемы. Живопись основана на противопоставлении пятен, однако контраст между телами обоих героев обусловлен традицией изображения тел женщин и юношей бледными, а стариков и атлетов — коричневатыми. Жесты, фон обобщены, деревья и архитектура — почти символичны.

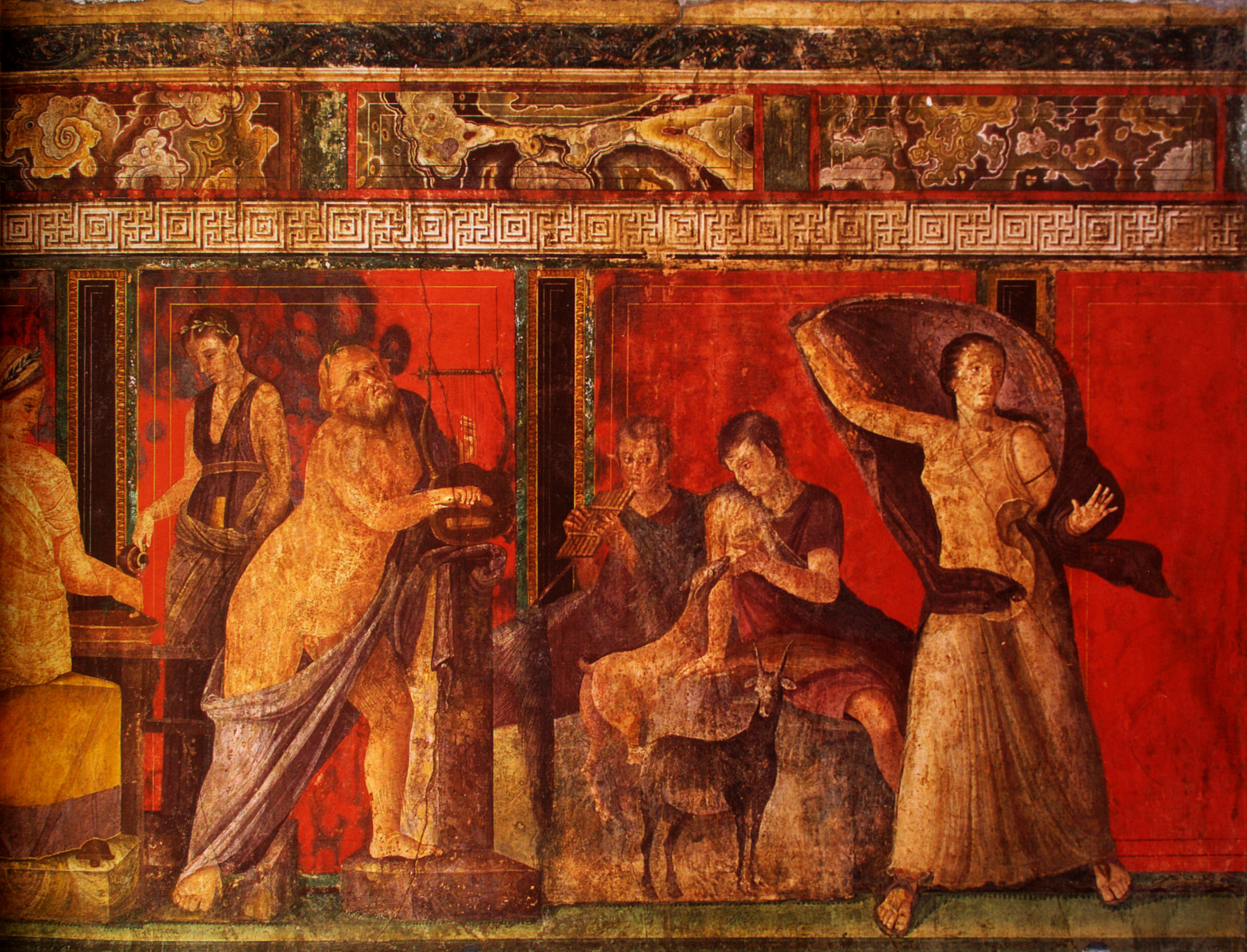

На помпейской Вилле Мистерий сохранился фриз, изображающий ритуальную церемонию. Фигуры выделяются на фоне красной стены, которая подчеркивает их точные контуры с классической простотой. Контуры создаются не линиями, а цветовыми контрастами, и при этом художник стремится не к обозначению рельефности их тел, а к фиксации их образов, проецированию этих бесплотных образов на плоскость стены. Эти росписи основаны на подражании эллинистическим образцам. Но свидетельство их римского происхождения — подчеркнуто натуралистическая трактовка, огрубление образа (как бывало и у этрусков). В пейзажах и особенно портретах образ утрировался для большего правдоподобия. В пейзажах применяются приёмы для иллюзорной передачи. В изображении сада на вилле Ливии в Риме — прямо настоящий инвентарь растений. Художник воплощает в красках умозрительный образ природы, для передачи которого подходит обобщающая, беглая, эскизная техника. Эта техника становится ещё боле беглой в раннехристианских росписях катакомб, где символические изображения святых вообще не имеют связи с реальным миром.
Создавая портреты, римские художники также отталкивались от определённого «типа», который затем наделяется специфическими особенностями индивидуального лица. На фаюмских портретах лица изображались в фас с широко раскрытыми глазами, что свидетельствует об их «жизни». Таким образом применяется выделение той или иной физиономической особенности. Метод изображения отталкивается не от натуры, а от представления о типе лица, от которого потом идет движение к натуре, движение от общего к частному, не вступая в контакт с реальностью.

## Скульптура

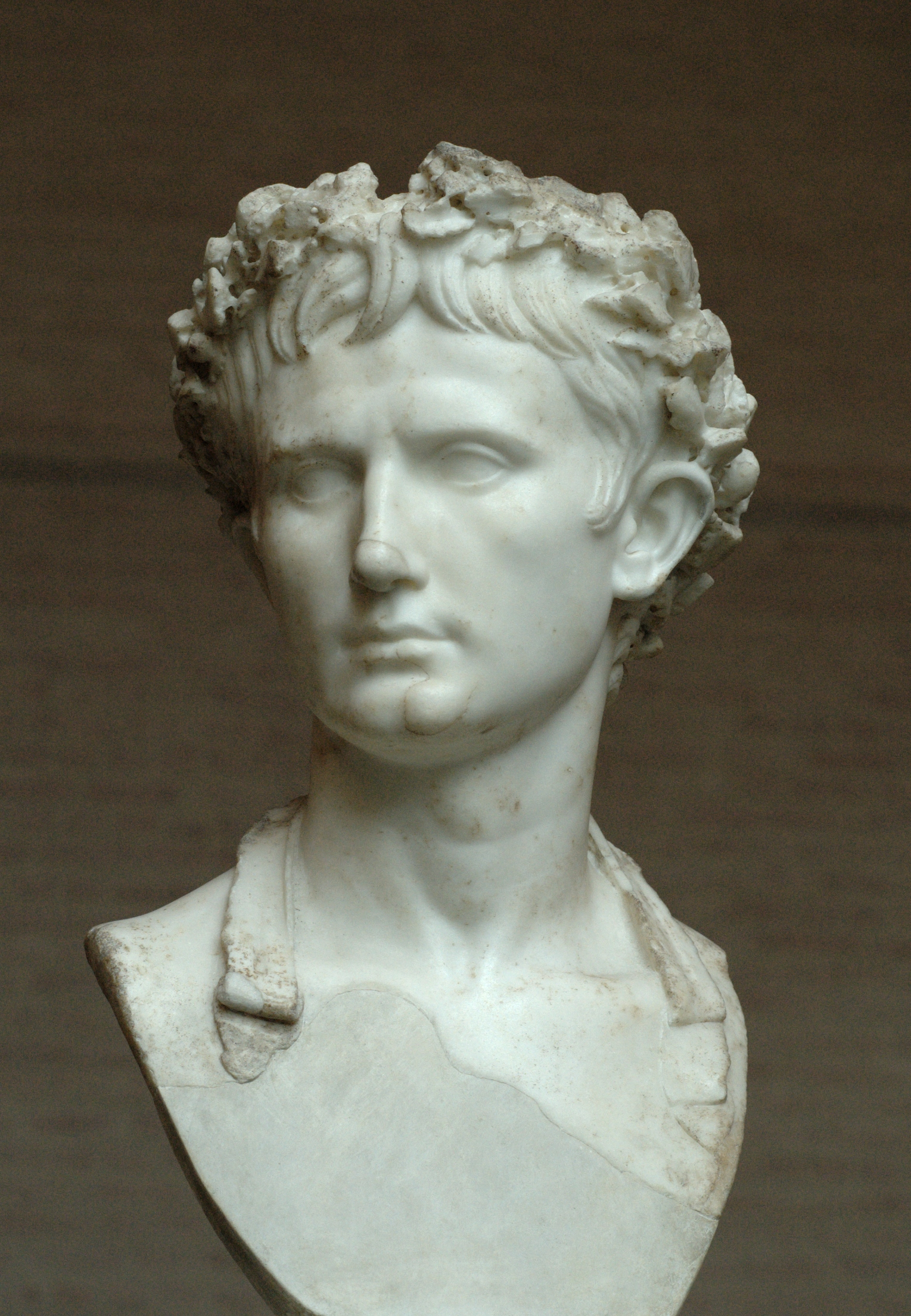
Август

Римская скульптура испытала большое воздействие со стороны греческой скульптуры, чему способствовало влияние этрусков, а также наличие в Риме греческих мастеров и копий с классических скульптур. Римский скульптурный портрет отличается реализмом от эллинистического и этрусского, что особенно заметно в римских погребальных масках.
Портретные бюсты с I в. до н. э. занимаются не только сходством, но и отражением жизненного пути человека. Однако сходство получается чрезвычайным. Небольшая неправильность — чуть большая изогнутость бровей или складка губ — помогает придать портрету вернейшее сходство. Этот приём сохраняется даже в официальных портретах. Портрет является методом сохранения истории.
Интерес к истории как к последовательному развитию событий заметен уже в период Республики — в барельефах с «непрерывным повествованием». Алтарь Мира (9 г. до н. э.) — пример их использования. На рельефах изображено жертвоприношение, торжественная процессия. Фигуры аккуратно расположены параллельными планами, уходящими вглубь: перспектива поставлена на службу символической иерархии. Ритма нет, зато есть интонации.
Официальная портретная скульптура периода Августа, начиная со статуи из Прима Порта, носит похожие черты. Очевидно обращение к греческому канону и стремление к государственным соображением. Рельефы Арки Тита уже далеки от классицизма Августа. Рельефы как будто открывают окно внутрь стены, пространство организовано живописно и перспективно. Силуэты создают впечатление глубины пространства. В сцене с трофеями из иерусалимского храма пространство создается ракурсным изображением городских ворот. По сравнению с Алтарем Мира с его упорядоченным шествием тут — взволнованное динамичное повествование, с неожиданностью пауз и повторов.

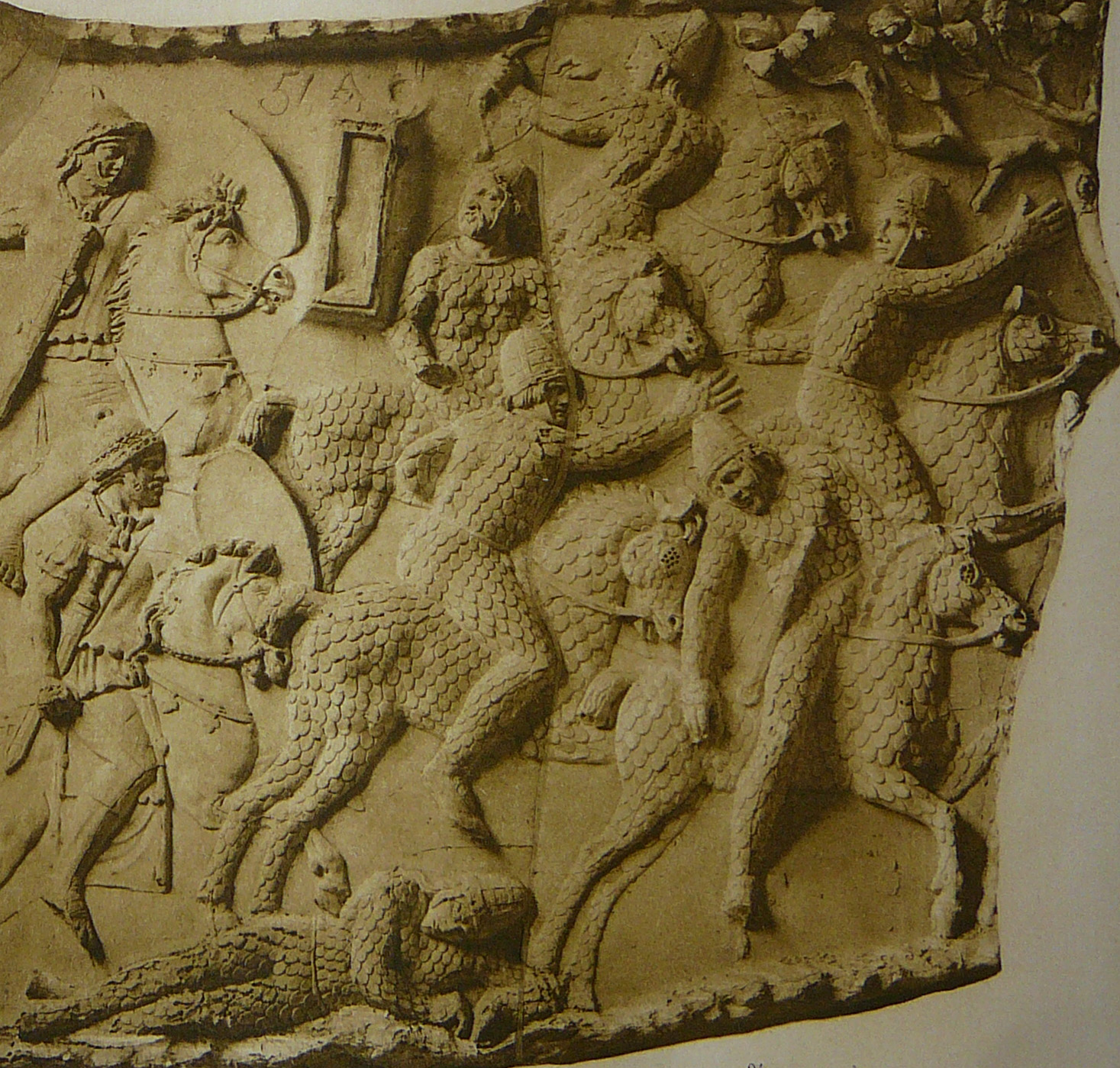
Колонна Траяна (фрагмент)

Колонна Траяна (113 г. н. э.) создана спиралью рельефов с рассказом о военных подвигах императора. 200-метровая лента показывает эпизоды двух кампаний в Дакии. События не подразделяются на кульминационные, движение оживленные — но не резкие. Пейзаж передается деталями — волной или куском стены. Обычные пропорции не используются. Скульптор отличается почти простонародной симпатией к побежденным — он не римлянин, не грек и не из Малой Азии. Его предшественников, возможно, надо искать у варваров, в Нарбоннской Галлии — авторы Мавзолея Юлиев (Сен-Реми-де-Прованс), типичного примера провинциального искусства периода Августа. Провинциальными художниками, сплавляясь с классикой, создается новый художественный язык, который позже будет известен как позднеантичное искусство (с II в. н. э. до императора Константина). Этот поздний период открывает колонна Антонина Пия. На её основании — изображение соревнования в погребальном ритуале, автор же по-новому решает пространственную задачу. Фигуры размещены в виде «гирлянды», визуально связанные на плоскости ритмикой изображения конских ног. Больше нет иллюзорной глубины, световоздушного пространства, а фигуры крепко спаяны воедино.
Хотя во время Адриана (117—138) классическое искусство переживает новый подъём — благодаря его личным вкусам, но это ненадолго. Деградация классического искусства в качестве реакции приводит к усилению антиклассического направления. Усиливается различие между официальным придворным искусством и прочим. В русле адриановского классицизма создавались изысканные портреты Антиноя, медальоны со сценами охоты (сейчас на арке Константина). Колонна Марка Аврелия построена по образцу Колонны Траяна, на опоясывающей её ленте — перетекающие эпизоды, наполненные жестокостью, грубым реализмом, новой трактовкой сверхъестественных сил. История развивается рывками, последовательность рассказа не соблюдается. Фигуры намечены обобщённо, свет падает резко. Эта скульптура уже не «импрессионистична», а «экспрессионистична». Это прорывается даже в официально-помпезном искусстве, например, даже Конная статуя Марка Аврелия демонстрирует контраст между массивным объёмом корпуса и порывистым движением, живописной проработкой волос и тканей.

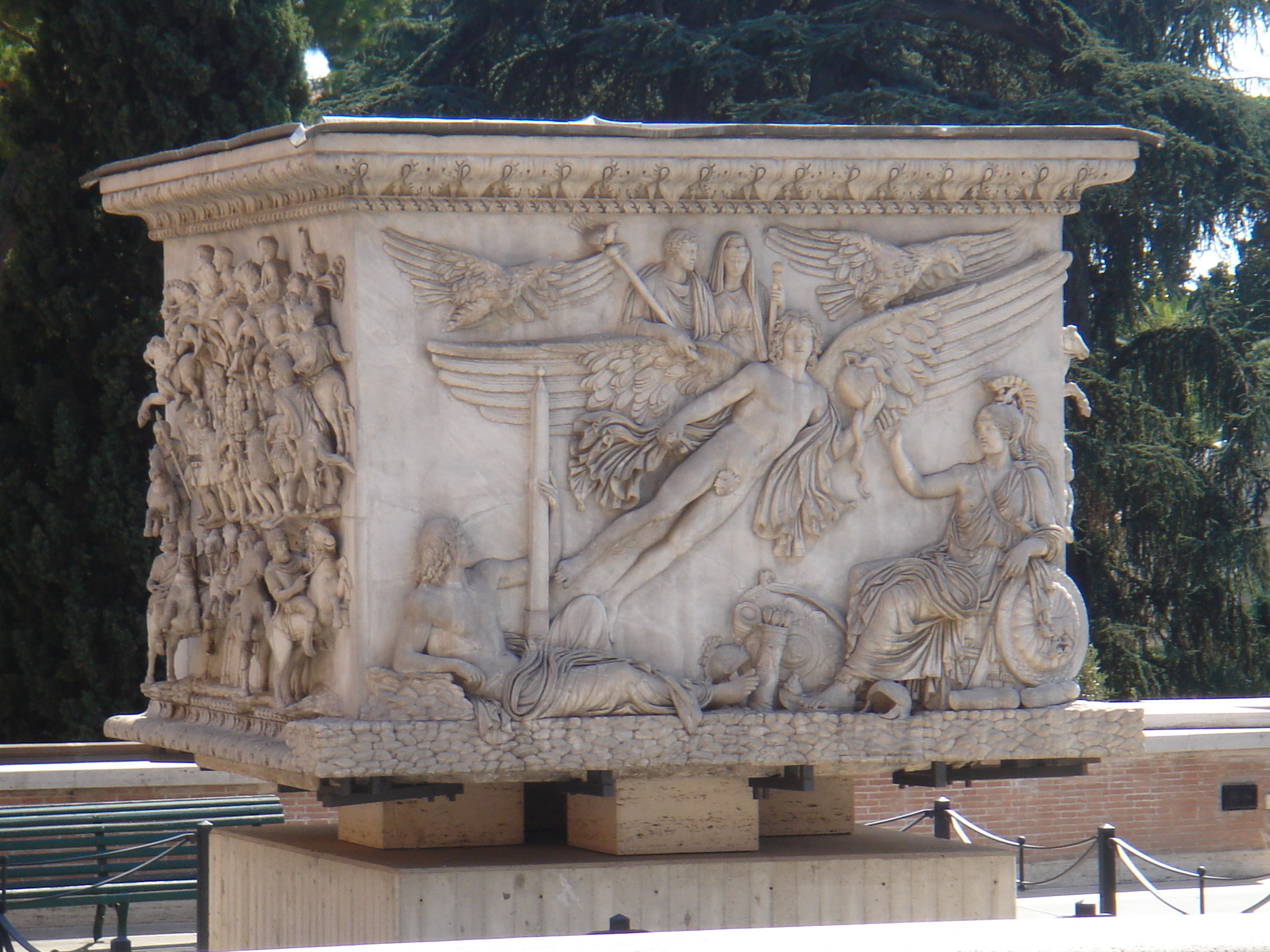
База колонны Антонина Пия
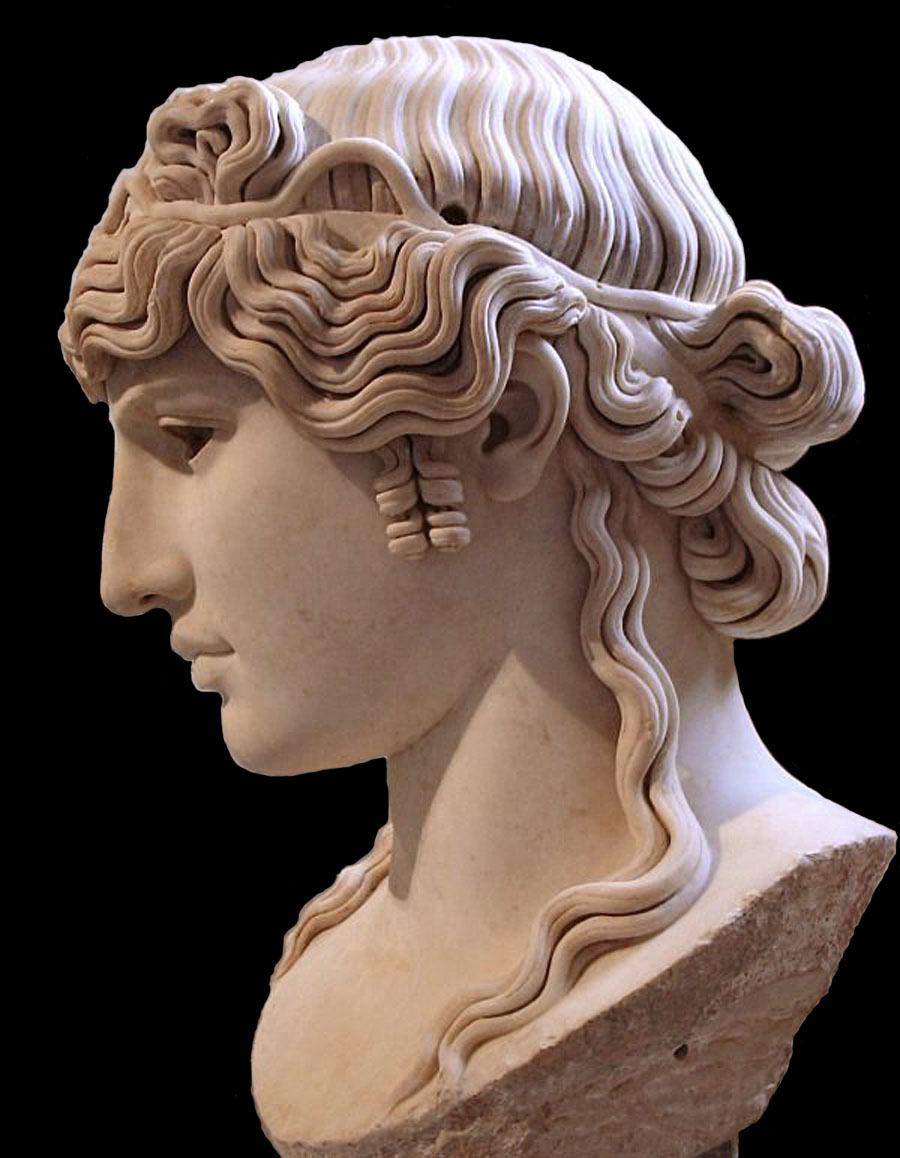
«Антиной с виллы Мондрагоне»
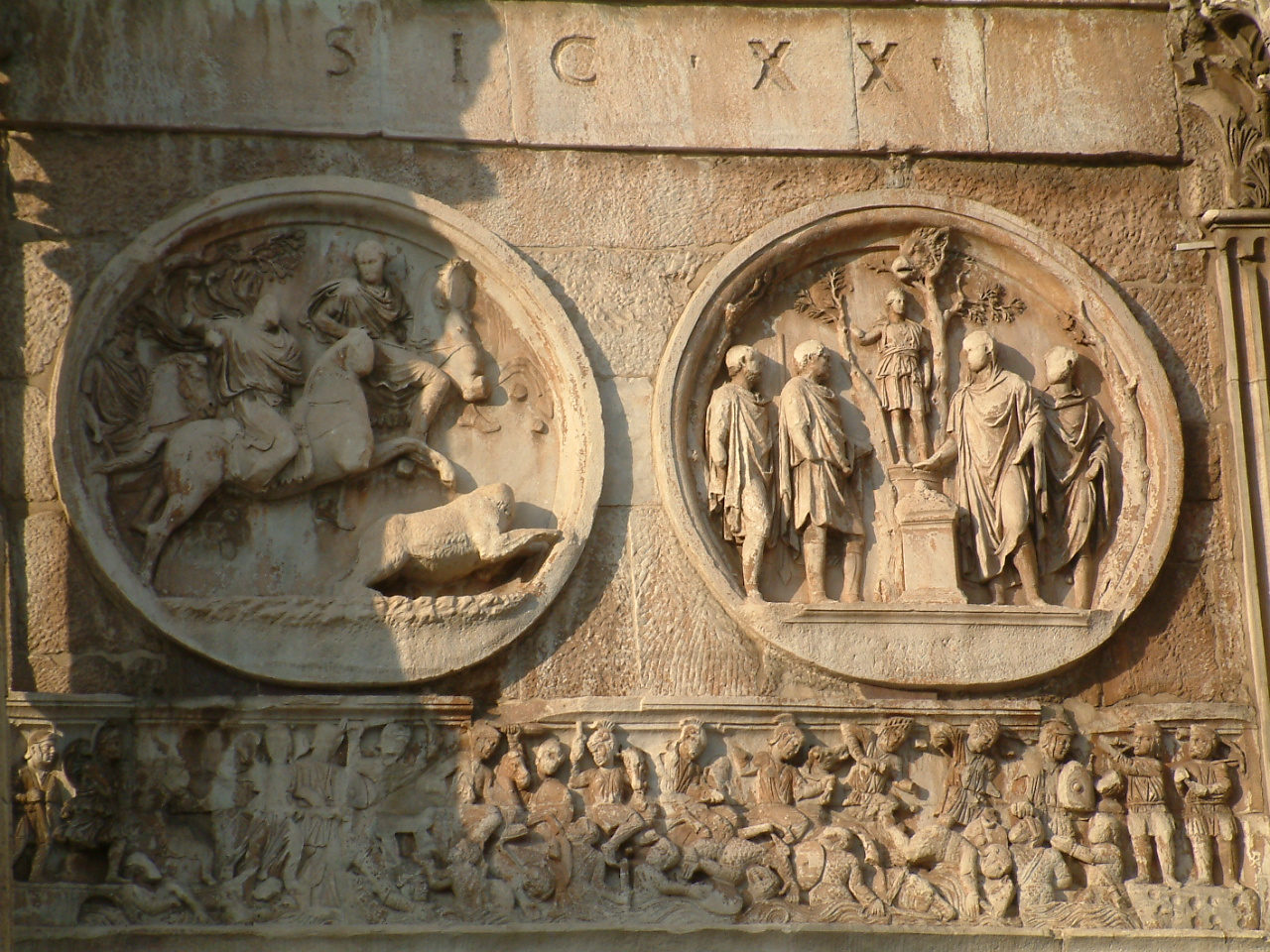
Медальоны с арки Константина
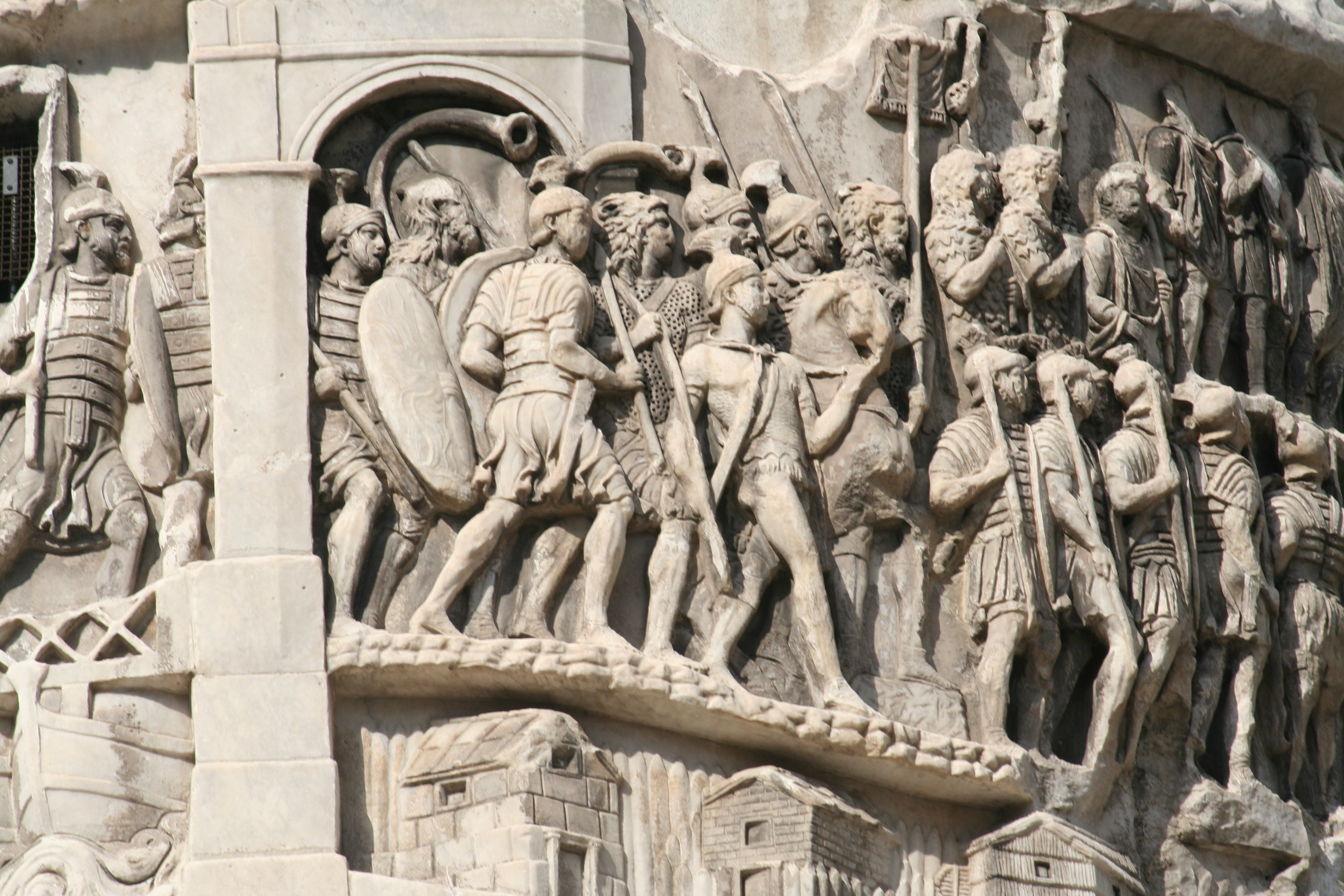
Рельеф колонны Марка Аврелия

При императоре Коммоде — новая попытка вдохнуть жизнь в придворное течение, ещё более слабая и «маньеристичная». При Галлиене — пластическое искусство приобреает оттенок ностальгии по строгому классицизму Августа, идеалу добрых старых времен. Однако придворное искусство все больше уступает напору провинциальных веяний, которые лучше удовлетворяют запросы пестрого и расслоившегося общества, полного разных учений.

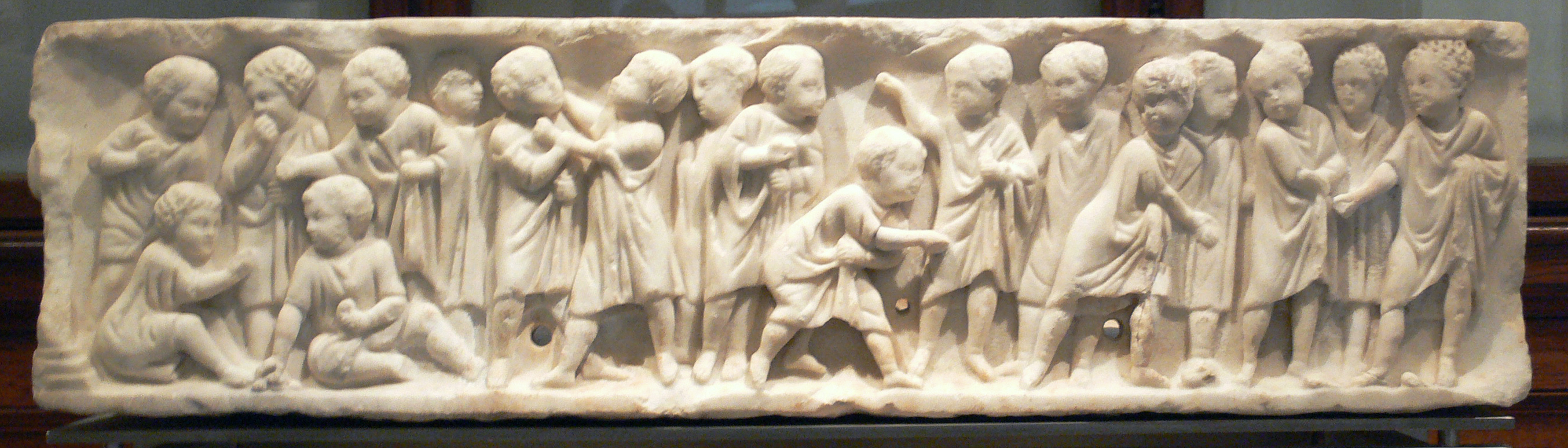
Саркофаг, 170 год

Мода на саркофаги с сюжетными рельефами стала утверждаться при Адриане. Позже она распространяется все сильнее из-за огромного количества в Риме мастерских. Сюжеты используются разные — исторические, мифологические, аллегорические; они черпаются из уже утратившего актуальность репертуара классики. Их воспроизводят по памяти, дополняя деталями, зависящими от автора или заказчика. Обычно это обобщённо элегические темы о скоротечной жизни и неизбежной смерти. Этот поэтический настрой ведёт к нарушению классических канонов. Композиция разная: повествование либо ведётся непрерывно, либо подразделяется: горизонтально — на ленты, вертикально — на ниши или эдикулы. Пространство не организуется, а просто заполняется множеством фигур, ритмически объединённых простейшим способом. Быстрая техника резьбы пригодна почти для серийного производства. Она создает иллюзорно-живописные эффекты и непосредственно передает эмоции. Наглядность пластического языка, разнообразие тем, использование аллегорий и символики объясняет, почему саркофаги оказались так популярны для передачи первых христианских тем, и стали одним из важных соединительных звеньев между позднеантичным и раннесредневековым искусством.

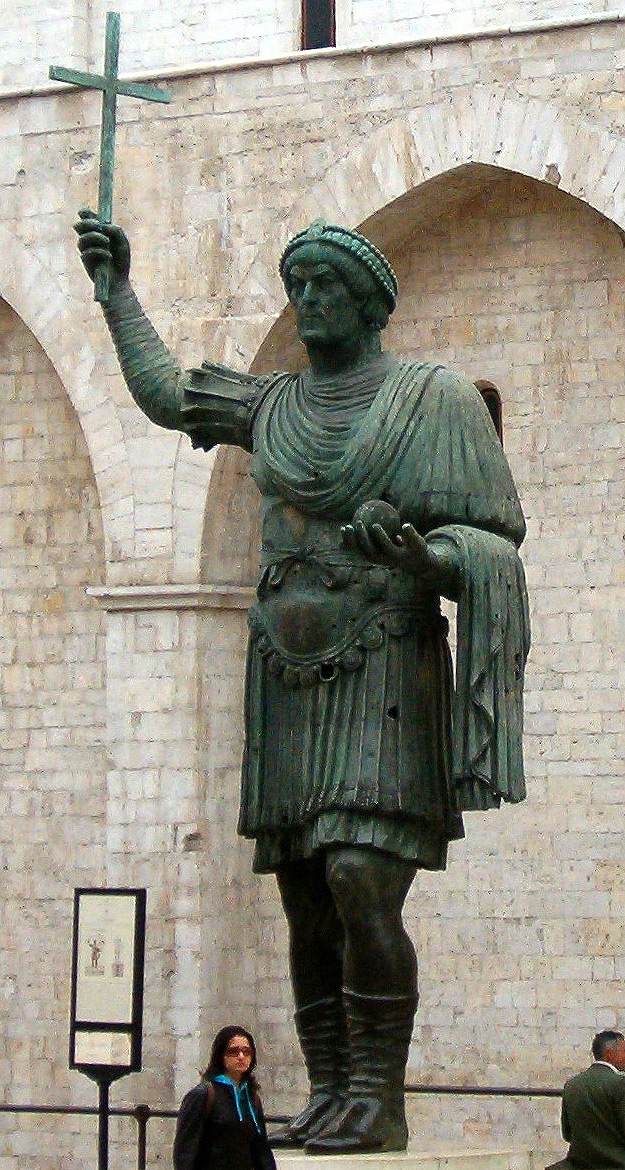
Колосс из Барлетты — император Маркиан

Скульптура времен Константина и вообще эпохи Диоклетиановой тетрархии — свидетельство глубокого и окончательного упадка классической культуры. Рельефы Арки Константина — сугубо провинциальны, почти ремесленны. Композиция превратилась в вязь изолированных и схематизированных фигур, расставленных по иерархическому рангу. Меняется идеология изображений: природа, человеческие деяния, исторические события превращаются в простые знаки, символы. Идеология обожествляет императора и государство, личность отождествляется с её местом, причём поскольку ранг опознается по одежде, к ней — больший интерес, чем к лицу модели. Лицо и тело обязаны выражать достоинство в соответствии с занимаемым положением. Художник отбирает только те черты модели, или её атрибуты, которые считаются характерными, показательными для его звания и достоинства. Гигантские статуи — «Колосс из Барлетты» и Колосс Константина — лицом и позой скорее боги, чем люди. Чем больше подрывается реальная власть, тем больше владыка цепляется за внешнее проявление иерархического превосходства. Искусство возносит власть на недоступную высоту, делает её божественной и вечной. Но на самом деле, особенно с распространением христианства, утверждается точка зрения «подданного», который в истории больше терпит, чем действует. Провинциальное искусство поздней античности — и есть искусство подданных.
Особую роль в скульптуре Древнего Рима играет рельеф. Типичный пример — Алтарь Мира, построенный при Августе. На его 4 сторонах — рельефы с растительными орнаментами, фигурами. Выступающие части барельефа взаимодействуют с пространством, светом, воздухом, прочие слои способствуют иллюзорному разрушению физической плоскости, созданию воображаемой глубины. Плоскость оказывается «соединительной мембраной» между естественным и воображаемым пространствами.
Для пластических украшений используется техника стукко (известь и мраморная пыль), которая отлично подходит для тонких светотеневых и художественных эффектов. Смесь эта легко поддавалась лепке, при высыхании становится похожей на монохромную живопись. Эта техника применяется там, где из-за влажности или слабой видимости нельзя применять роспись. Типичный пример — украшение подземной базилики Порта-Маджоре в Риме.